# Rødovre Kommune

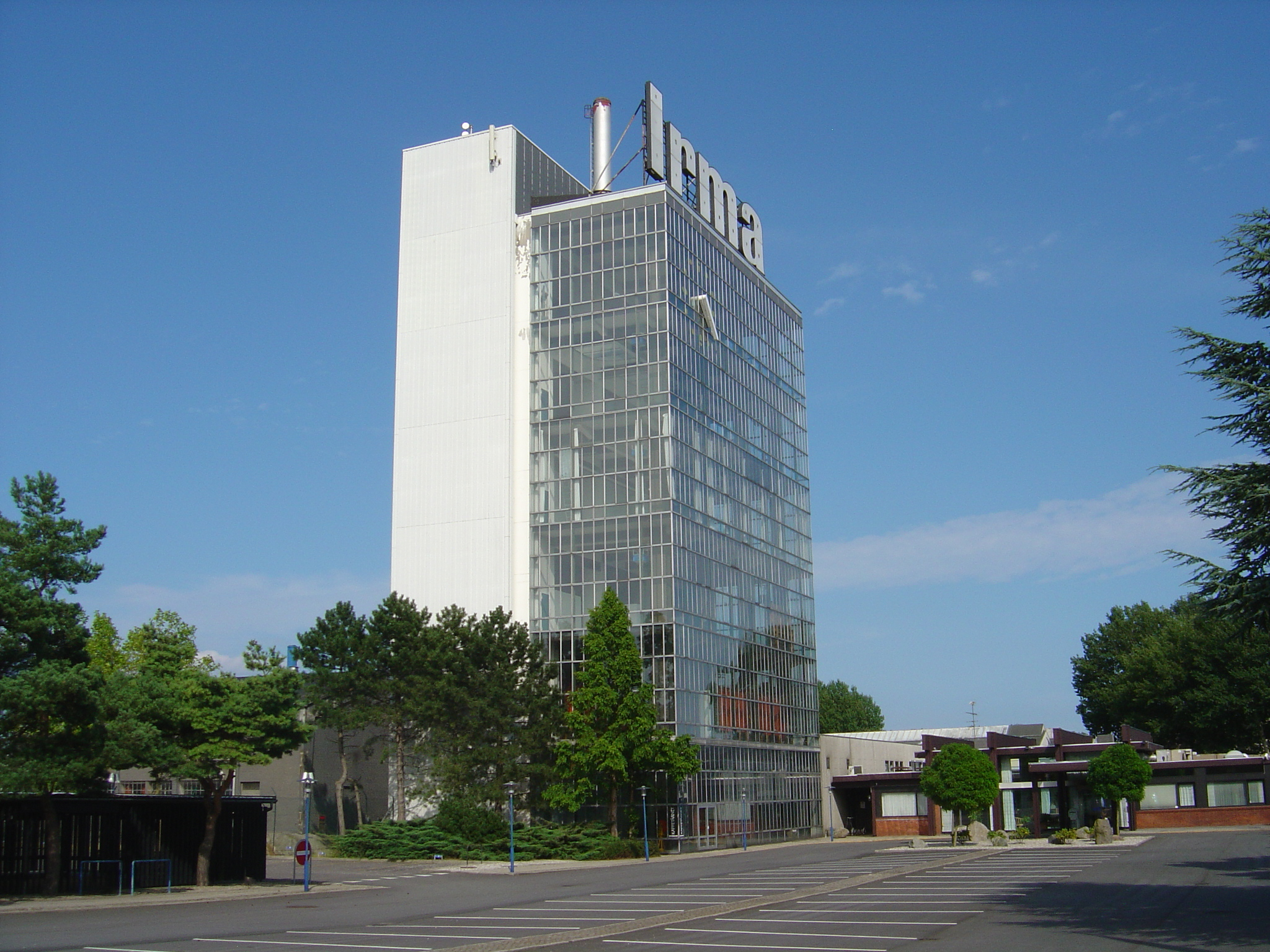
Frühere Irma-Hauptsitz in Rødovre

Rødovre Kommune ist eine dänische Kommune in der Region Hovedstaden. Die Kommune ist Bestandteil der Hauptstadtregion Hovedstadsområdet.
Der Kopenhagener Vorort ist mit 12,20 km² im Vergleich zur Einwohnerzahl von 44.734 (Stand 1. Januar 2025) relativ klein.
1999 war Rødovre einer der Austragungsorte der Eishockey-Weltmeisterschaft 1999. Der Vorort war bis 2012 Hauptsitz der dänischen Supermarktkette Irma. Ab April 2017 (Spatenstich) ist hier ein Wohnort, IrmaByen ((Die) IrmaStadt), mit 3.000 Einwohnern entstanden.

## Kirchspiele in der Kommune
In der Kommune liegen die folgenden Kirchspielsgemeinden (dän.: Sogn):
| Nr. | Kirchspiel        | Einwohner |
| --- | ----------------- | --------- |
|     | Grøndalslund Sogn | 8.371     |
|     | Hendriksholm Sogn | 7.631     |
|     | Islev Sogn        | 12.530    |
|     | Rødovre Sogn      | 16.202    |

## Einwohnerzahl
Entwicklung der Einwohnerzahl (1. Januar):
- 1980: 38.020
- 1985: 36.356
- 1990: 35.350
- 1995: 35.490
- 1999: 36.004
- 2000: 36.317
- 2003: 36.619
- 2005: 36.312
- 2010: 36.233
- 2025: 44.734

## Städtepartnerschaften
Die Rødovre Kommune unterhält Städtepartnerschaften mit folgenden Städten:
- Schweden: Täby
- Finnland: Järvenpää
- Norwegen: Lørenskog

## Persönlichkeiten
- Adrenalize (* 1996), Hardstyle-DJ und Musikproduzent
- Anders W. Berthelsen (* 1969), Schauspieler
- Phillip Bruggisser (* 1991), Eishockeyspieler
- Lars Eller (* 1989), Eishockeyspieler
- Jakob Ejersbo (1968–2008), Schriftsteller
- Hans Fogh (1938–2014), Segler
- Ken Frost (* 1967), Bahnradsportler
- Gilli (* 1992), Rapper
- Nichlas Hardt (* 1988), Eishockeyspieler
- Mathias Heise (* 1993), Jazzmusiker
- Nikolaj Lie Kaas (* 1973), Schauspieler
- Michelle Karvinen (* 1990), Eishockeyspielerin
- Matias Lassen (* 1996), Eishockeyspieler
- Brigitte Nielsen (* 1963), Schauspielerin
- Emeka Nnamani (* 2001), Fußballspieler
- Martin Retov (* 1980), Fußballspieler
- Helle Thorning-Schmidt (* 1966), Politikerin, Ministerpräsidentin, Vorsitzende der dänischen sozialdemokratischen Partei
- Kira Skov (* 1976), Rock- und Fusionmusikerin
- Finn Ziegler (1935–2005), Jazzmusiker